# Arthur Eulert

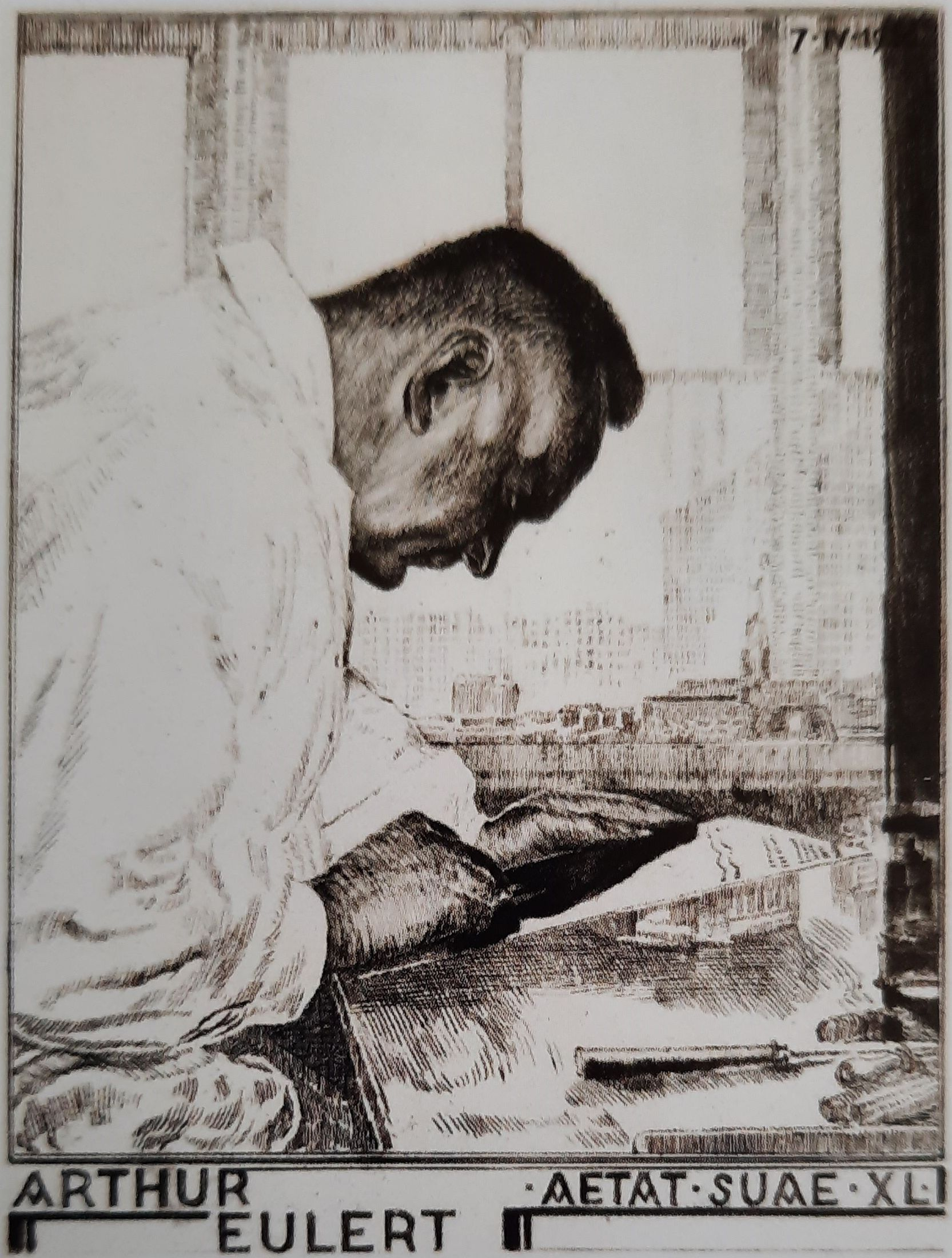
Selbstbildnis beim Arbeiten mit der Radiernadel, 1930

Arthur Heinrich Georg Eulert (* 7. April 1890 in Rostock; † 3. März 1946 in Wismar (erweiterter Suizid)) war ein deutscher Architekt, Maler und Radierer.

## Leben
Eulert besuchte das Realgymnasium Rostock, wo er 1908 das Abitur ablegte. Danach studierte er von 1908 bis 1913 Architektur an der Königlich Technischen Hochschule Berlin-Charlottenburg und an der Technischen Hochschule München. Zum Sommersemester 1913 schrieb er sich an der Universität Rostock für den Studiengang Kunstgeschichte ein, übernahm dann jedoch ab Dezember 1913 eine Anstellung beim Hochbauamt Bromberg (Bydgoszcz), wo er unter anderem die Bauleitung einer Kirche mit Pfarrhaus übernahm. Während seiner Teilnahme am Ersten Weltkrieg wurde er bei Lodz (Lódz) verwundet. Nach seiner Entlassung aus dem Militärdienst im Jahre 1915 kehrte er nach Bromberg zurück. Nach der Staatsprüfung zum Regierungsbaumeister in Berlin im Jahre 1918 war er ab 1919 beim Stadtbauamt in Rostock tätig und wurde auch Mitglied der Vereinigung Rostocker Künstler. Von April 1920 bis zu seinem Tode 1946 wirkte Eulert als Stadtbaumeister beziehungsweise als Stadtbaurat in Wismar. Dort entstanden nach seinen Entwürfen private und öffentliche Gebäude.
Am 3. März 1946 tötete er aus unbekannt gebliebenen Gründen seine fünf Kinder und verletzte seine Ehefrau schwer. Danach legte er Feuer in der Wohnung und tötete sich selbst durch einen Schuss in den Kopf.

## Werk

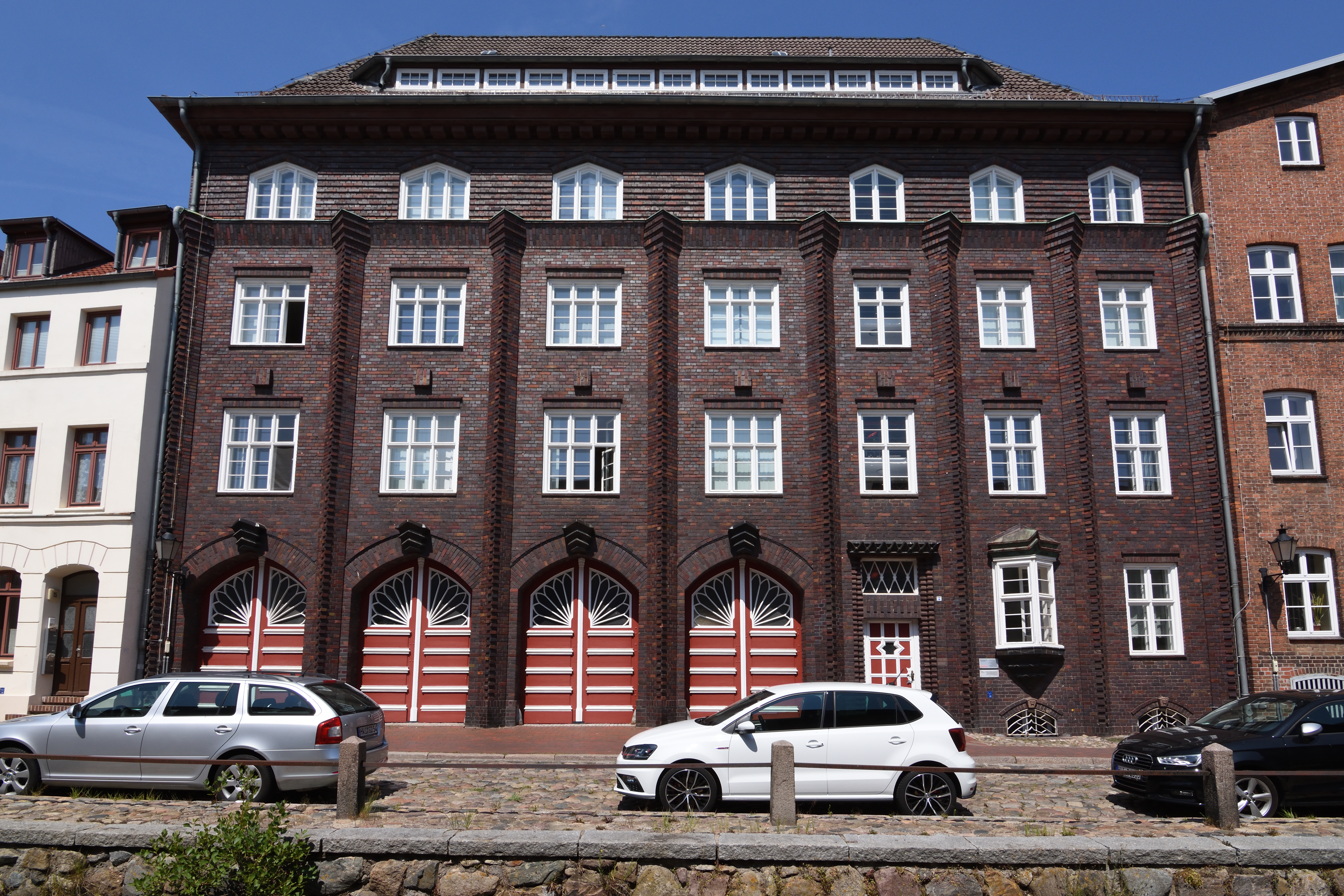
Die Feuerwache Wismar

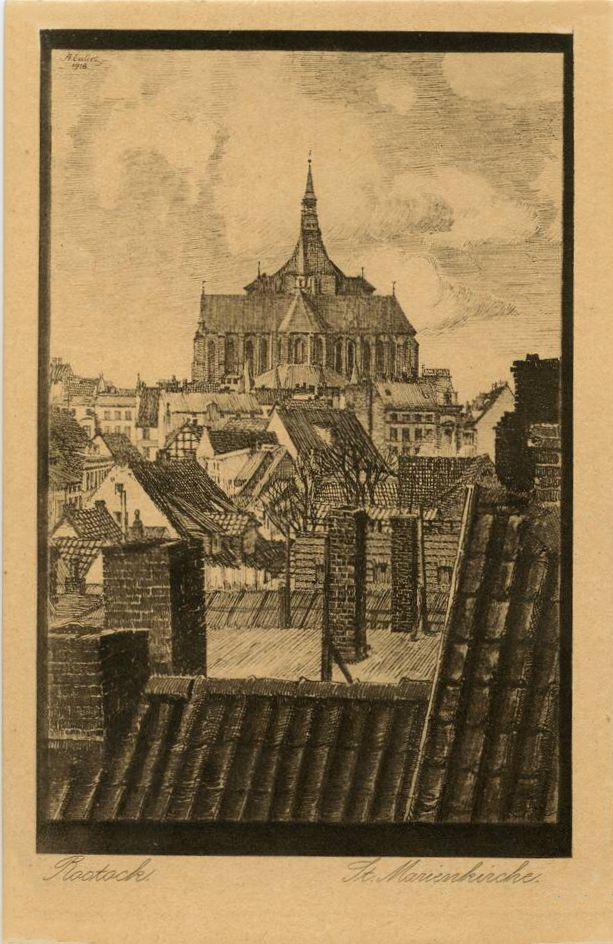
Rostock, St. Marienkirche.
(Druck nach Federzeichnung, Postkarte)

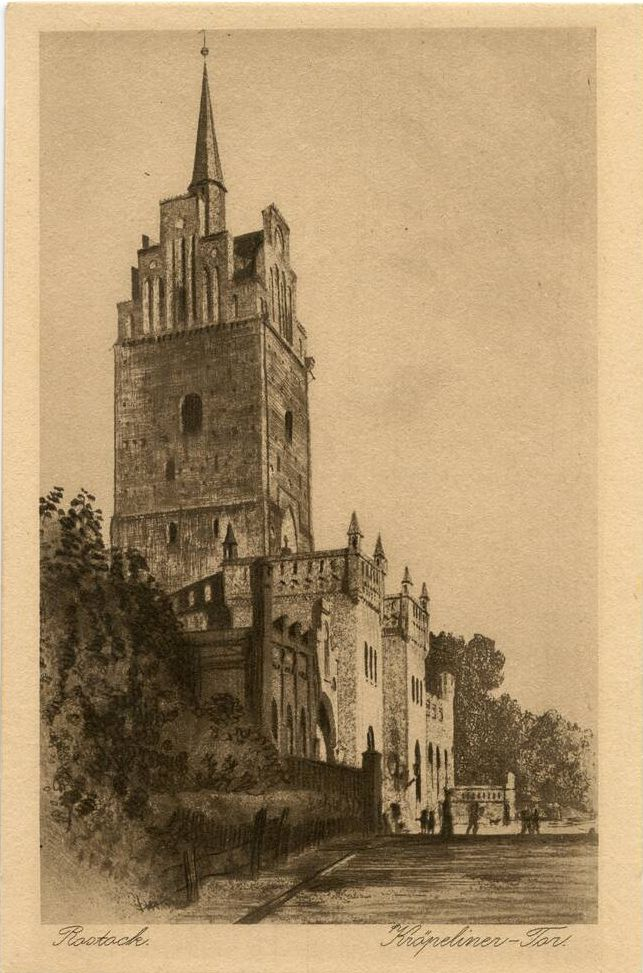
Rostock, Kröpeliner Tor.
(Druck nach Federzeichnung, Postkarte)

Als markantes Beispiel für Eulerts Architekturauffassung gilt die Städtische Feuerwache (1924–1928). Sein Bemühen um die ästhetische Synthese von modernem Zweckbau und historisch geprägtem Stadtumfeld ist unverkennbar. So griff er auf die typischen sparsamen Schmuckelemente der norddeutschen Backsteingotik zurück (spitzbogig gebrochene Tür- und Fensterrahmungen oder vorgelagerte Pfeiler), um ein vertikal orientiertes Bauprinzip anzudeuten. Auch in der konsequenten Verwendung des Ziegels als Baumaterial verwies Eulert auf heimische Architekturtraditionen. Dennoch liegt im Entwurf die Betonung auf der sachlichen Funktionalität der 1920er Jahre. Zu den Formvorstellungen als Architekt wie auch zu spezifischen Aufgaben der Stadtentwicklung Wismars jener Zeit äußerte Eulert sich unter anderem in einem Aufsatz in den Mecklenburgischen Monatsheften.
Darüber hinaus war er an der Rekonstruktion vom Wismarer Rathaus, Zeughaus und Schabbelhaus maßgeblich beteiligt.
Eulerts umfangreiches graphisches Œuvre (Zeichnungen und Druckgraphiken, vor allem Radierungen) basiert auf dem berufsbedingten Interesse an den historischen Baudenkmälern von Rostock und Wismar. In akribischer Detailtreue und der an Präzision gewohnten Strichführung des Architekten zeichnete und radierte er wiederholt die Silhouette der Siebentürmestadt Rostock. Auch die malerischen Winkel der Altstadt um Petri- und Nikolaikirche, das Kloster zum Heiligen Kreuz mit der Universitätskirche und die im Krieg zerstörte Jakobikirche waren bevorzugte, oft variierte Motive. Seine besondere Bewunderung galt der Hauptkirche Rostocks, St. Marien. Die zahlreichen von ihren Turmfenstern aus entstandenen Zeichnungen dienten Eulert als Vorlagen für Radierungen, die er in verschiedenen farblichen Varianten, bevorzugt in Sepia, druckte. In der Radierung Orientierung an bedeutenden Graphikern, um einen möglichst hohen Grad an technischer Perfektion zu erreichen. Wichtige Impulse für die Kombination von Strichätzung und Aquatinta gingen wohl von Max Klinger aus, jedoch bleiben auch Eulerts technisch reife Radierungen lediglich Abbilder realer Dinge und Vorgänge. Die freie Graphik wie auch die Malerei umfasst genrehafte Themen, Landschaften und Porträts. Darstellungen aus der Tier- und Pflanzenwelt sind ebenso wie die Exlibris oft durch den Jugendstil geprägt, spielen im Gesamtwerk jedoch nur eine begleitende Rolle.
Sein grafisches Werk wurde überwiegend durch die Rostocker G. B. Leopold’sche Universitätsbuchhandlung von Paul Babendererde herausgegeben.